# Tjörnin
Tjörnin je malé jezero v centru Reykjavíku, na Islandu. U jezera je radnice města Reykjavík (islandsky Ráðhús Reykjavíkur), Islandská univerzita a galerie umění.

## Využití
Na jezeře často bývají ptáci, protože lidé je krmí.